# كريس مايوت
كريس مايوت (بالإنجليزية: Chris Mayotte)‏ مواليد 16 سبتمبر 1957 في سبرينغفيلد، ماساتشوستس، الولايات المتحدة، هو لاعب كرة مضرب أمريكي سابق. فاز خلال مسيرته بثلاثة ألقاب في فئة الزوجي.

## النهائيات
| الحصيلة | الرقم | التاريخ | الدورة                 | الأرضية | الشريك       | المنافس في النهائي         | النتيجة في النهائي |
| ------- | ----- | ------- | ---------------------- | ------- | ------------ | -------------------------- | ------------------ |
| الفوز   | 1.    | 1981    | سان خوان، بورتوريكو    | صلبة    | تيم مايوت    | تيم غوليكسون إليوت تيلتشير | 6–4، 7–6           |
| الفوز   | 2.    | 1981    | نابا، الولايات المتحدة | صلبة    | ريتشارد ماير | تريسي ديلايت جون هايز      | 6–3، 3–6، 7–6      |
| الفوز   | 3.    | 1981    | هونغ كونغ              | صلبة    | كريس دونك    | مارتن ديفيس براد درويت     | 6–4، 7–6           |

## روابط خارجية
- كريس مايوت على موقع رابطة محترفي التنس (الإنجليزية)
- كريس مايوت على موقع الاتحاد الدولي لكرة المضرب (الإنجليزية)
- كريس مايوت على موقع خلاصة التنس.كوم (الإنجليزية)